# Марена фарбувальна
Марена фарбувальна, марена красильна, крап (лат. Rubia tinctórum) — багатолітня трав'яниста рослина висотою до 1,5—2 метри; вид роду Марена родини Маренові (Rubiaceae).

Ареал марени фарбувальної — Середземномор'я, Мала і Середня Азія, Східна Європа.
Росте в прирічкових деревно-чагарникових заростях, по берегах зрошувальних каналів, на галечниках, степних луках, узліссях, у світлих соснових лісах, в занедбаних садах, виноградниках і вздовж парканів.
Марена фарбувальна — теплолюбна і вологолюбна рослина з довгим вегетаційним періодом. У посушливі роки розвивається слабо, насіннєва продуктивність значно знижена.
Рослина невимоглива до механічного складу ґрунтів: росте на пісках, суглинках і солонцях, однак найсприятливішими для марени (особливо при вирощуванні в культурі) є легкі і середні за механічним складом родючі ґрунти.

## Хімічний склад
У кореневищах марени фарбувальної містяться органічні кислоти (яблучна, винна, лимонна), тритерпеноїди, антрахінони, іридоіди, цукри, білки, аскорбінова кислота і пектинові речовини.
У надземній частині виявлено вуглеводи, іридоіди, фенолкарбонові кислоти та їх похідні, кумарини, флавоноїди (кверцетин, кемпферол, апігенін, лютеолін та ін.).
У листі — флавоноїди та ірідоіди.
У квітках — флавоноїди гіперозид і рутин.